# 有保村
有保村（ありほむら）は、広島県高田郡にあった村。現在の安芸高田市、広島市安佐北区の一部にあたる。

## 地理
- 河川：三篠川[1]

## 歴史
- 1889年（明治22年）4月1日、町村制の施行により、高田郡有留村、保垣村が合併して村制施行し、有保村が発足[1][2]。
- 1922年（大正11年）電灯点灯[1]。
- 1945年（昭和20年）9月、枕崎台風により見坂川が氾濫し大きな被害を受けた[1]。
- 1954年（昭和29年）3月31日、有保村を二分割し、大字有留の一部を高南村に、大字有留の残部と大字保垣を向原町にそれぞれ編入して廃止された[1][2]。

### 地名の由来
合併旧村の頭字を組み合わせたもの。

## 産業
- 農業、養蚕、養鶏、製紙、林業[1]

### 鉱山
- 鷹山銅山[1]